# Karate-Europameisterschaften 2021
Die 56. Karate-Europameisterschaften der European Karate Federation wurden vom 19. bis 23. Mai 2021 in der Športska dvorana Žatika in Poreč in Kroatien ausgetragen. Insgesamt starteten 591 Teilnehmer aus 47 Nationen.

## Medaillen Herren

### Einzel
| Kategorie     | Gold             | Silber           | Bronze                                   |
| ------------- | ---------------- | ---------------- | ---------------------------------------- |
| Kata          | Ali Sofuoğlu     | Damián Quintero  | Yuki Ujihara Mattia Busato               |
| Kumite -60 kg | Eray Şamdan      | Kalvis Kalnins   | Iurik Ogannisian Christos-Stefanos Xenos |
| Kumite -67 kg | Dionysios Xenos  | Ecgeny Plakhutin | Stefan Pokorny Steven Da Costa           |
| Kumite -75 kg | Stanislaw Horuna | Rəfael Ağayev    | Enes Garibovic Noah Bitsch               |
| Kumite -84 kg | Uğur Aktaş       | Panah Abdullayev | Adi Gyurik Michele Martina               |
| Kumite +84 kg | Jonathan Horne   | Slobodan Bitevic | Georgios Tzanos Herolind Nishevci        |

### Mannschaft
| Kategorie | Gold | Silber                                                                                               | Bronze |
| --------- | --- | --- | --- |
| Kata      | Türkei Emre Vefa Göktaş Enes Özdemir Ali Sofuoğlu                                                          | Spanien Sergio Galán Alejandro Manzana Raúl Martín                                                   | Italien Gianluca Gallo Alessandro Iodice Giuseppe Panagia Russland Maksim Ksenofontov Mehman Rzaev Emil Skovorodnikov |
| Kumite    | Kroatien Enes Garibović Anđelo Kvesić Ivan Kvesić Ivan Martinac Ante Mrvičić Karlo Raguž Zvonimir Živković | Montenegro Nenad Dulović Andrija Fatić Mario Hodžić Nikola Malović Balša Miličković Predrag Smolović | Ukraine Valerii Chobotar Stanislaw Horuna Ihor Lahunov Ryzvan Talibov Andrii Toroshanko Kostiantyn Tsymbal Andrii Zaplitnyi Aserbaidschan Panah Abdullayev Tural Aghalarzade Rafael Aghayev Asiman Gurbanli Rafiz Hasanov Turgut Hasanov Aykhan Mamayev |

## Medaillen Damen

### Mannschaft
| Kategorie | Gold                                                                   | Silber                                                          | Bronze |
| --------- | ---------------------------------------------------------------------- | --------------------------------------------------------------- | --- |
| Kata      | Italien Carola Casale Terryana D'Onofrio Michela Pezzetti              | Spanien Marta García Lidia Rodríguez Raquel Roy                 | Portugal Mariana Belo Ana Cruz Patrícia Esparteiro Frankreich Lætitia Feracci Louise Frieh Laura Pieri                                 |
| Kumite    | Deutschland Shara Hubrich Johanna Kneer Jana Messerschmidt Anna Miggou | Türkei Merve Çoban Gülsen Demirtürk Eda Eltemur Meltem Hocaoğlu | Italien Lorena Busà Clio Ferracuti Alessandra Mangiacapra Silvia Semeraro Kroatien Ana Lenard Lucija Lesjak Lea Vukoja Mia Greta Zorko |

## Medaillenspiegel
Ausrichter 
| Platz | Land          | Gold | Silber | Bronze | Gesamt |
| ----- | ------------- | ---- | ------ | ------ | ------ |
| 1     | Türkei        | 6    | 2      | 1      | 9      |
| 2     | Deutschland   | 2    | 2      | 1      | 5      |
| 3     | Spanien       | 1    | 3      | 0      | 4      |
| 4     | Aserbaidschan | 1    | 2      | 1      | 4      |
| 5     | Griechenland  | 1    | 1      | 3      | 5      |
| 6     | Ukraine       | 1    | 1      | 2      | 4      |
|       | Russland      | 1    | 1      | 2      | 4      |
| 8     | Serbien       | 1    | 1      | 0      | 2      |
| 9     | Italien       | 1    | 0      | 5      | 6      |
| 10    | Kroatien      | 1    | 0      | 2      | 3      |
| 11    | Montenegro    | 0    | 1      | 1      | 2      |
| 12    | Bulgarien     | 0    | 1      | 0      | 1      |
|       | Lettland      | 0    | 1      | 0      | 1      |
| 14    | Frankreich    | 0    | 0      | 4      | 4      |
| 15    | Slowakei      | 0    | 0      | 2      | 2      |
|       | Schweiz       | 0    | 0      | 2      | 2      |
| 17    | Belarus       | 0    | 0      | 1      | 1      |
|       | Portugal      | 0    | 0      | 1      | 1      |
|       | Dänemark      | 0    | 0      | 1      | 1      |
|       | Tschechien    | 0    | 0      | 1      | 1      |
|       | Österreich    | 0    | 0      | 1      | 1      |
|       | Kosovo        | 0    | 0      | 1      | 1      |
| Total | Total         | 16   | 16     | 32     | 64     |